# Paul Ferry
Paul Ferry ou (beaucoup plus rarement) Ferri (24 février 1591 - 28 décembre 1669) est un pasteur protestant et un théologien français. Il fut pasteur de l'Église réformée de Metz, de 1612 à 1669.

## Biographie
Fils du conseiller du maître échevin Jacques Ferry et d’Élisabeth Joly, sœur du procureur du roi en ville, Paul Ferry, naît à Metz, le 24 février 1591. Issu d'une famille de notables réformés messins, Paul Ferry étudie d'abord dans des États allemands, puis à La Rochelle et devient enfin étudiant en théologie à l'Académie réformée de Montauban. Il y gagne un peu de notoriété en publiant un recueil de pièces poétiques. 
En 1611, Paul Ferry est appelé pour succéder au pasteur François Buffet, alors qu'il a à peine 20 ans. Il reçoit l'imposition des mains le 1er janvier 1612, du pasteur messin Théophile Le Coullon (1580-1652). Son ministère dans sa ville natale durera 58 ans. Avec ses 3 ou 4 collègues ordinaires, il exerce au sein d'une communauté puissante (entre la moitié et le quart des 20 000 habitants de la cité), et particulière du point de vue ecclésiastique (car indépendante des Églises réformées de France). Dès la fin des années 1610, son réseau de correspondance est étoffé et il semble être le leader spirituel de son Église. Il est en contact avec tous les grands noms du protestantisme francophone de son temps, que ce soit dans le royaume ou dans les communautés de l'étranger (Provinces-Unies, États allemands, etc.), profitant ainsi de la position de Metz. Son influence spirituelle reste cependant relativement limitée, puisqu'il ne publie que cinq sermons tout au long de son ministère. Mais il est souvent reconnu comme un médiateur. Au niveau local, il est en première ligne des principales affaires qui mettent aux prises les réformés et les catholiques (par exemple la confiscation du temple de la rue de la Chèvre au profit des jésuites, qui de ce fait deviennent les voisins de Ferry). De ce fait, il est très régulièrement choisi pour prononcer des harangues aux représentants du pouvoir de passage à Metz, y compris Louis XIII et Richelieu eux-mêmes en décembre 1631. 
Au temple de la Horgne, il épouse Esther de Vigneulles, en 1613. Veuf en 1636, il se remarie en 1637 avec Suzanne Lespingal. Il a au total 12 enfants, dont seulement deux lui survivent. Par sa fille aînée, Suzanne, il est le grand-père du pasteur aveugle Jacques Couët du Vivier (1634-1666), arrière-petit-fils de Jacques Couët (en) (1546-1608), pasteur de Paris et Bâle. 
En 1625, il réplique par un opuscule critique au livre du poète catholique Alphonse de Rambervillers intitulé Les actes admirables en prosperité, en adversité, et en gloire du bienheureux Martyr Sainct Livier, Gentil-homme d'Austrasie. À partir de 1642, Paul Ferry se lance dans des recherches historiques plus développées, qui restent inachevées à sa mort. Son but était de réfuter un ouvrage de controverse fondé sur l'histoire, écrit par le théologien franciscain et évêque suffragant de Metz (1629-1644), Martin Meurisse. Il est surtout connu pour sa controverse avec Jacques-Bénigne Bossuet. À l'origine de cet échange de vue, il y a la conversion au catholicisme d'un avocat réformé adversaire de Ferry, Gaspard de Lalouette, dans la cathédrale de Toul en 1653, à l'initiative de Bossuet, puis un ouvrage du pasteur messin, publié en 1654 à Sedan et intitulé Catéchisme général de la Réformation prêché dans Metz. Bossuet s'empressera d'y répliquer par une Réfutation du catéchisme du sieur Ferry, ministre de la Religion prétendue réformée. À la suite de cet échange, les deux hommes restent en contact et dialoguent en 1666 à propos d'une réunion des catholiques et protestants: ces discussions ont souvent été considérés comme une preuve de sa modération, mais il ne fait aucune concession à son jeune interlocuteur, alors chanoine de Metz.
Les dernières années de sa carrière sont consacrées à des recherches pour réunir calvinistes et luthériens: il s'intéresse alors de près aux travaux de John Dury. 
Paul Ferry meurt à Metz le 28 décembre 1669.

## Son œuvre
Papiers et manuscrits de Paul Ferry:
- Le pasteur a laissé une quantité considérable de papiers et archives contenant des brouillons de sermons, des remarques sur la Bible, des travaux historiques, des remarques de littérature, mais également une très vaste correspondance. Il est certainement le pasteur francophone le mieux connu du XVIIe siècle grâce à toutes ces sources conservées.
- La plupart de ces papiers se trouvent à Paris (Bibliothèque du Protestantisme français, Bibliothèque nationale de France), à Metz (Bibliothèque-Médiathèque) et à Épinal (Bibliothèque multimédia intercommunale). Quelques éléments épars se trouvent également à la bibliothèque municipale de Verdun[7].

Œuvres imprimées et conservées de Ferry:
- L'Amour Aveugle représenté de ses plus vives couleurs aux divers effectz dont il a traversé les Amours de Fidamant et de Ferriane, imprimé à Poitiers, se vend à Paris, Jean Millot, 1610 [1609], in-12, titre gravé, [12]-168 p.
- Les premieres œuvres poeticques de Paul Ferry Messin. Où soubs la douce diversité de ses conceptions se rencontrent les honnestes libertés d’une Jeunesse, Lyon [Montauban], Pierre Coderc [Denis Haultin], 1610, in-8°, 235 p.
- Scholastici Orthodoxi Specimen. Hoc est, Salutis nostra Methodus Analytica, ex ipsis Scholasticorum veterum & recentiorum intimis iuxta normam Scripturarum adornata & instructa. Auctore Paulo Ferrio Metensi, Verbi Divini Ministro, Gotstadii [Genève], apud Johannem Lambertum [Chouët], 1616, in-8°, 559 p.
- Les entretiens du pœnitent, ou meditations devotes sur le Pseaume CXXXIX., Genève, Pierre et Jaques Chouët, 1616, in-12, 352 p.
- Le dernier désespoir de la Tradition contre l’Escriture. Où est amplement refuté le Livre du P. François Veron Jesuite, par lequel il pretend enseigner à toute personne, quoy que non versee en Theologie, un Bref & facile moyen de reietter la Parole de Dieu, & convaincre les Eglises reformees d’erreur & d’abus en tous & un chacun poinct de leur doctrine, Sedan, Jean Jannon, 1618, in-8°, 812 p.
- Remarques d’histoires sur le discours de la Vie & de la Mort de S. Livier, & le recit de ses Miracles nouvellement publié par le Sieur de Ramberviller Lieutenant General au Bailliage de l’Evesché de Metz, avec diverses approbations des Docteurs, s.l., 1624, in-8°, 32 p. [L’attribution de cet ouvrage à Ferry est assurée par un témoignage de David Ancillon. BnF, 8-LK 7-8 850.]
- Réfutation des calomnies semées nouvellement contre certain endroit d’un livre publié il y a plusieurs années et intitulé le Dernier désespoir de la Tradition contre l’Escriture, avec les passages entiers des auteurs, cottez seulement en marge et maintenant produits au long pour verification plus ample des choses auparavant alléguées, Sedan, Hubert Raoult, 1624, in-8°, 36 p. [non signé formellement, mais de lui]
- Paulii Ferrii Vindiciae pro Scholastico orthodoxo, adversus Leonardum Perinum, Jesuitam. In quibus agitur. 1° De prima naturae constitutione et originali justitia. 2° De praedestinatione et annexis. 3° De gratia et libero arbitrio. 4° De causa peccari et justificatione aliisque huc pertinentibus controversiis, Lugduni Batavorum [Leyde], apud Wiardum Jelgerum [Jean Maire], 1630, in-8°, pièces liminaires et 366 p.
- Quatre sermons prononcés en divers lieux et sur differens Sujets par Paul Ferry, Pasteur en l’Eglise reformée de Metz, Charenton, Louis Vendosme, 1646, in-8°, 232 p.
- Catechisme general de la Reformation de la Religion. Presché dans Metz, Par Paul Ferry Ministre de la Parole de Dieu, Sedan, François Chayer, 1654, in-16, 151 p. (réédité en 1656 à Genève chez Chouët)
- Sermon de la Grace. Fait à Metz l’unziéme jour [de] Juin 1655. Sur ces mots Hebr.XII.28 Retenons la Grace. Par Paul Ferry, Amsteldam [sic], Jean Ravestein, [1655], in-8°, 47 p.

Il est possible que Ferry soit l'auteur de quelques autres ouvrages dont on a perdu la trace:
- La Memoire de tres-auguste, tres-magnanime et tres-invincible Prince feu Henry le Grand, IIII. Roy de France et de Navarre, Montauban, Denis Haultin, 1610, in-8°, 8 p. (cette publication est reprise dans ses premières œuvres poétiques de 1610).
- Sur le tombeau de M. Bérauld, docteur en théologie, recteur en l’Académie et pasteur en l’Eglise de Montauban, Montauban, Denis Haultin, 1611, in-8°, 8 p.
- Meditation pour une fille affligee en son esprit, Genève, vers 1620. On sait que cette pièce a été imprimée, mais à l’insu de Ferry.

On lui attribue généralement à tort une Censure de l’advertissement imprimé au Pont-À-Mousson. À Messieurs de la Religion pretenduë de Metz, sur le dernier livre de leur Ministre Ferry. Addressée à Messieurs de l’Eglise romaine, Sedan, Jean Jannon, 1618, in-8°, 103 p. Cet ouvrage a été écrit avec le concours de Paul Ferry, mais par son cousin Pierre Joly, alors pasteur sans Église.
Une partie de son œuvre imprimée est disponible en ligne:
http://www.prdl.org/author_view.php?a_id=287